# Cineberto (diácono)
Cineberto (em latim: Cyneberhtus, Kineberhtus; em inglês antigo: Cyneberht). Era um diácono. Em 747, entregou ao arcebispo da Cantuária Cuteberto a carta de Bonifácio de Mogúncia na qual o bispo tecia vários comentários sobre a conduta dos bispos anglo-saxões. Mais tarde, foi enviado por Cuteberto com a pauta do Concílio de Clovecho daquele ano para Bonifácio. Após o concílio, Cineberto foi enviado ao papa Gregório III com um relatório e suas resoluções.